# 白百合兄弟のハンサムな食卓
『白百合兄弟のハンサムな食卓』（しらゆりきょうだいのハンサムなしょくたく）は、QTVで2009年11月6日より配信されたテレビドラマ。放送時間は各10分。全7話。
配信完了後、2010年1月から2月にかけて、独立UHF局の東名阪ネット6参加6局で放映された（ただし三品目のみ未放送）。

## 概要
イケメン兄弟が周囲の人々の抱える問題を料理で解決していくシチュエーション・コメディ。
2010年2月5日に、DVDソフトが発売・レンタル開始された。

## あらすじ
雑誌編集者の莉央は仕事はできるが、プライベートはだらしない草食男子。ある日莉央の元に、両親の離婚後、十数年間離れて暮らしていた弟の静瑠が転がり込んできた。家事を完璧にこなす静瑠と同居する中で、莉央は忘れていた温かい気持ちを取り戻していく。

## キャスト
- 白百合静瑠 - 桜田通
- 白百合莉央 - 植原卓也
- 甘栗八重子 - 佐津川愛美
- センナ - 江口のりこ
- あさみ - 野上敦美
- 柚木城一郎 - 尾上寛之
- 辻井翔子 - 沢木ルカ
- 辻井朋美 - 宮武祭
- 白百合瀬良 - 山田ジルソン
- ジャスミン - ジャスミン

## スタッフ
- 監督：深川栄洋
- 脚本：小鶴
- 製作：伊藤明博
- プロデューサー：倉田麻由、岩淵 規
- キャスティングプロデューサー：森満康巳、田淵利江
- 料理監修：五十嵐豪
- フードスタイリスト：松井亜由子
- キャスティングディレクター：谷川原百子
- アシスタントプロデューサー：山下葉子
- 制作：メディアンド、ディープサイド
- 製作・著作：「白百合兄弟のハンサムな食卓」製作委員会（竹書房、tvk、テレ玉、チバテレ、三重テレビ、KBS京都、サンテレビ）

## サブタイトル
| 話数   | サブタイトル                                   | 料理                             |
| ------ | ---------------------------------------------- | -------------------------------- |
| 一品目 | 白百合兄弟現る! 兄のごはんを救え               | 焼豚麻婆冷麺                     |
| 二品目 | 崖っぷちアイドル肌事情                         | ビタミンたっぷりスープごはん     |
| 三品目 | お弁当男子・兄の疑惑                           | しかない弁当                     |
| 四品目 | 想い出ごはんは何の味?                          | お手軽鯖缶カレー                 |
| 五品目 | 愛されスイーツにパラサイト                     | ブルーベリーのアイスチーズケーキ |
| 六品目 | ママ食べてみて! ハンバーグに隠された秘密の言葉 | 緑黄色野菜たっぷりハンバーグ     |
| 七品目 | 明日への兄弟メシ                               | 甘っ辛っトマトとほうれん草カレー |

## ネット局
| 放送対象地域           | 放送局                         | 系列                                           | 放送日時 |
| ---------------------- | ------------------------------ | ---------------------------------------------- | --- |
| ● 東・名・阪 ネット6 ● |                                |                                                | |
| 埼玉県                 | テレビ埼玉（テレ玉）           | 独立UHF局 （東名阪ネット6加盟） 製作委員会参加 | 2010年1月1日 23:00 - 23:30（一品目・二品目） 2010年1月2日 23:00 - 23:30（四品目・五品目） 2010年1月3日 23:00 - 23:30（六品目・七品目）                                                                                           |
| 兵庫県                 | サンテレビジョン（サンテレビ） | 独立UHF局 （東名阪ネット6加盟） 製作委員会参加 | 2010年1月4日 24:00 - 24:30（一品目・二品目） 2010年1月5日 24:00 - 24:30（四品目・五品目） 2010年1月12日 24:00 - 24:30（六品目・七品目）                                                                                          |
| 千葉県                 | 千葉テレビ放送（チバテレ）     | 独立UHF局 （東名阪ネット6加盟） 製作委員会参加 | 2010年1月5日 25:30 - 25:45（一品目） 2010年1月12日 25:30 - 25:45（二品目） 2010年1月19日 25:30 - 25:45（四品目） 2010年1月26日 25:30 - 25:45（五品目） 2010年2月2日 25:30 - 25:45（六品目） 2010年2月9日 25:30 - 25:45（七品目） |
| 京都府                 | 京都放送（KBS京都）            | 独立UHF局 （東名阪ネット6加盟） 製作委員会参加 | 2010年1月18日 25:00 - 25:30（一品目・二品目） 2010年1月25日 25:00 - 25:30（四品目・五品目） 2010年2月1日 25:00 - 25:30（六品目・七品目）                                                                                         |
| 神奈川県               | テレビ神奈川（tvk）            | 独立UHF局 （東名阪ネット6加盟） 製作委員会参加 | 2010年1月18日 25:15 - 25:45（一品目・二品目） 2010年1月25日 25:15 - 25:45（四品目・五品目） 2010年2月1日 25:15 - 25:45（六品目・七品目）                                                                                         |
| 三重県                 | 三重テレビ放送（MTV）          | 独立UHF局 （東名阪ネット6加盟） 製作委員会参加 | 2010年1月29日 22:15 - 22:30（一品目） 2010年1月30日 22:00 - 22:30（二品目・四品目） 2010年1月31日 18:30 - 18:45（五品目） 2010年2月6日 22:00 - 22:30（六品目・七品目）                                                           |